# Petalostemon macrostachyus
Petalostemon macrostachyus là một loài thực vật có hoa trong họ Đậu. Loài này được (Torr.) Torr. & A. Gray miêu tả khoa học đầu tiên năm 1838.